# Lijst van gotische gebouwen in Oost-Vlaanderen
Dit is een (onvolledige) lijst van de gebouwen die in de gotische stijl zijn gebouwd in de Belgische provincie Oost-Vlaanderen. Vaak zijn de gebouwen niet volledig in gotische stijl gebouwd, in dat geval worden enkel de gegevens van het gotische gedeelte gegeven.
| Naam                                                                       | Functie                           | Start bouw (jaar)      | Voltooid (jaar)        | Stijl                          | Huidige staat                | Oorspronkelijke hoogte (m) | Huidige hoogte (m) | Lengte (m) | Breedte (m) | Stad             | Straat                     | Afbeelding |
| -------------------------------------------------------------------------- | --------------------------------- | ---------------------- | ---------------------- | ------------------------------ | ---------------------------- | -------------------------- | ------------------ | ---------- | ----------- | ---------------- | -------------------------- | ---------- |
| Belfort van Aalst                                                          | Belfort Gebiedshuisje Schepenhuis | Verschillende periodes | Verschillende periodes | Gotiek                         | Herbouwd en gerestaureerd    | ?                          | ?                  | ?          | ?           | Aalst            | Grote Markt                |            |
| Sint-Martinuskerk                                                          | Kerk                              | 1480                   | ± 1655                 | Brabantse gotiek               | Wordt gerenoveerd            | ?                          | ?                  | ?          | ?           | Aalst            | Sint-Martensplein          |            |
| Belfort van Dendermonde                                                    | Belfort                           | 1337                   | 1377                   | Gotiek                         | Herbouwd en gerestaureerd    | ?                          | ?                  | ?          | ?           | Dendermonde      | Grote Markt                |            |
| Onze-Lieve-Vrouwekerk                                                      | Kerk                              | 14e eeuw               | 15e eeuw               | (Schelde)Gotiek                | Gerestaureerd                | ?                          | ?                  | ?          | ?           | Dendermonde      | Onze Lieve Vrouwekerkplein |            |
| Vleeshuis                                                                  | Vleeshuis                         | ?                      | ?                      | Gotiek                         | Gerestaureerd                | ?                          | ?                  | ?          | ?           | Dendermonde      | Grote Markt                |            |
| Sint-Baafskathedraal                                                       | Kerk                              | 14e eeuw               | na 1533                | Noord-Franse en Scheldegotiek  | Gerestaureerd                | ?                          | ?                  | ?          | ?           | Gent             | Sint-Baafsplein            |            |
| Sint-Michielskerk                                                          | Kerk                              | 1440                   | 1825                   | Laat gotiek                    | Deels gesloopt Gerestaureerd | ?                          | ?                  | ?          | ?           | Gent             | Sint-Michielsplein         |            |
| Sint-Niklaaskerk                                                           | Kerk                              | 13e eeuw               | 15e eeuw               | Scheldegotiek/ Laatgotiek      | In restauratie               | ?                          | ?                  | ?          | ?           | Gent             | Korenmarkt                 |            |
| Stadhuis van Gent                                                          | Stadhuis                          | 1519                   | 1539                   | Laatgotiek/ Flamboyante gotiek | Uitgebreid/ Gerestaureerd    | ?                          | ?                  | ?          | ?           | Gent             | Botermarkt                 |            |
| Onze-Lieve-Vrouw Geboorte                                                  | Kerk                              | 12e eeuw               | ?                      | Gotiek                         | Gerestaureerd                | ?                          | ?                  | ?          | ?           | Kluizen          | Kluizendorpstraat          |            |
| Sint-Barbarakerk                                                           | Kerk                              | 13e eeuw               | ?                      | Gotiek                         | Gerestaureerd                | ?                          | ?                  | ?          | ?           | Maldegem         | Marktstraat 36             |            |
| Sint-Walburgakerk                                                          | Kerk                              | ?                      | ?                      | Gotiek                         | Gerestaureerd                | ?                          | ?                  | ?          | ?           | Meldert          | Eeckhoutstraat             |            |
| Sint-Petrus en Pauluskerk                                                  | Kerk                              | 1452                   | 1456                   | Gotiek                         | Deels herbouwd               | ?                          | ?                  | ?          | ?           | Middelburg       | Middelburgse Kerkstraat    |            |
| Stadhuis                                                                   | Stadhuis / Belfort                | 1525                   | 1537                   | Brabantse gotiek               | Gerestaureerd                | ?                          | ?                  | ?          | ?           | Oudenaarde       | Markt                      |            |
| Onze-Lieve-Vrouw van Zeven Weeënkerk of Onze-Lieve-Vrouw van 7 Smartenkerk | Koor Toren                        | 13e eeuw               | 14e eeuw               | Vroeg gotiek                   | Gerestaureerd                | ?                          | ?                  | ?          | ?           | Sint-Maria-Latem | Latemdreef 30              |            |